# Burg Vichberg
Als Burg Vichberg wird eine abgegangene, unauffindbare mittelalterliche Befestigungsanlage auf der Gemarkung der Gemeinde Fichtenberg im baden-württembergischen Landkreis Schwäbisch Hall bezeichnet. Von der Burg haben sich nur spärliche archivalische Belege erhalten.

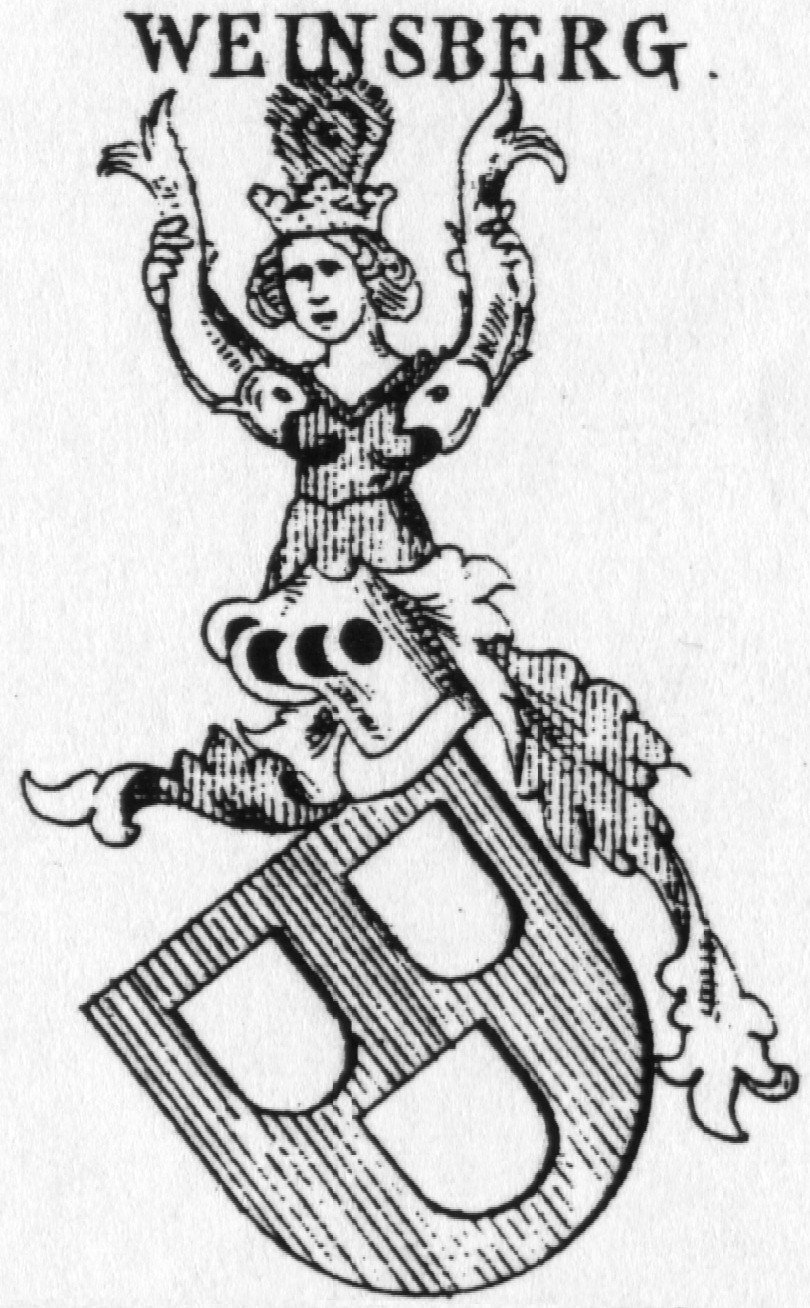
Wappen der Herren von Weinsberg

## Lage und Geschichte
Nach der Beschreibung des Oberamts Gaildorf von 1852 befand sich die Burg Vichberg auf dem gleichnamigen Berg (auch Viechberg, Viehberg oder Fichtberg) nordöstlich des Dorfs Fichtenberg. Da sich keine oberirdischen Reste erhalten haben, ist die genaue Lage unklar.
Erstmals erwähnt wurde die Burg im Jahre 1321, als das „Schloß Vypperg“ von Engelhard von Weinsberg an die Grafen von Württemberg verpfändet wurde. Da der Name Engelhard der Leitname der Herren von Weinsberg war, ist eine genaue Zuordnung oft nicht möglich. Die Weinsberger hatten verwandtschaftliche Beziehungen zu den Schenken von Limpurg, die in Fichtenberg und Umgebung begütert waren. Da sich ansonsten keine weiteren Nachrichten erhalten haben, dürfte die Burg bereits im 14. Jahrhundert abgegangen sein.